# Vízvezeték

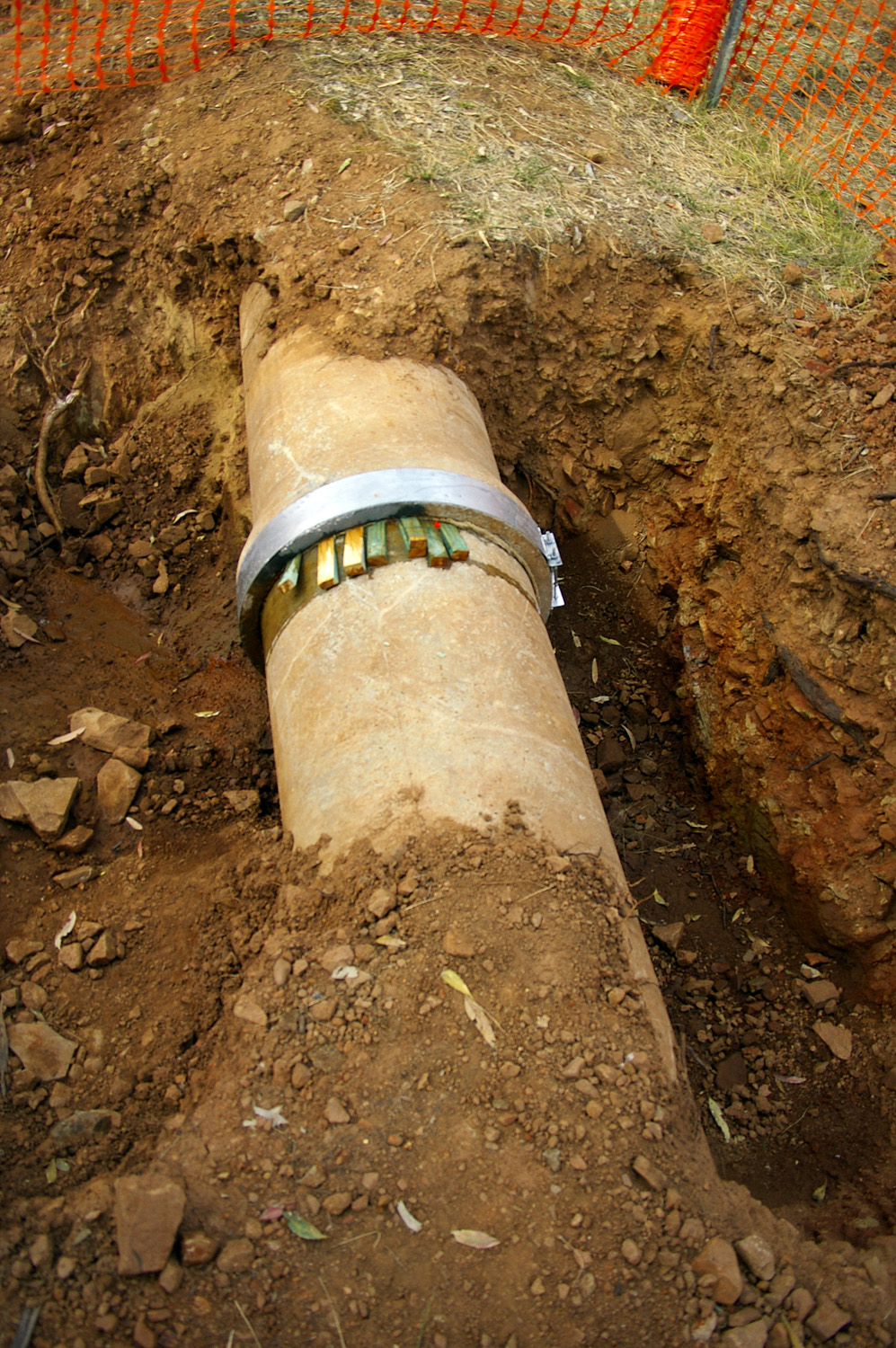
Beton vízvezeték

A vízközművek vízben szegény vagy rossz vizű helyeknek kellő mennyiségű és minőségű vízzel való ellátására szolgáló létesítmények. Feladatuk három részből áll: a víz beszerzése, raktározása és szétosztása. Napjainkban minden nagyobb városban és településen alkalmazzák, hogy az emberek egészséges együttélését lehetővé tegyék. Népes helyek egyszerű házi kutakból nehezen láthatók el jó vízzel, mert a város talaja rendszerint fertőző anyagokkal telített, amelyek a kutak vizét egészségtelenné teszik, másrészt a kellő mennyiséget sem tudják a házi kutak szolgáltatni, mert a fogyasztók száma nagy, s a szükségletet ilyen helyeken a köztisztaság, higiénia érdeke is megköveteli. Ezért nagy és költséges vízművek segítségével lehet csak a városokat vízzel ellátni. Magyarországon ma 41 vízközmű működik. Részei: valamennyi vízközmű-létesítmény (vízkivételi helyek, mélyfúrású kutak, hálózatok, műtárgyak, gépészeti, elektromos és folyamatirányító berendezések stb.). Maga a vízvezeték hálózat ennek egy része. 

## Vízvezetékek anyagai
Az egészségügyi szempontból megfelelő anyagok listáját az ANTSZ.hu oldalon találjuk: „Az ivóvízellátásban és a medencevíz kezelésben használható anyagok, berendezések, vegyszerek érvényes engedélyeinek” listájában.
Városonként eltérő a felhasznált, beépített fővezetékek anyaga, pl. a Fővárosi Vízművek tájékoztatója szerint a 2013-ban alkalmazott anyagok: 
- Öntöttvas (ÖV): hagyományos öntési technológiával készült lemezgrafitos öntvény
- Gömbgrafitos öntöttvas (GÖV): magnézium hozzáadásával gömbbé alakított grafittal készült bevonatos öntvénycső
- Azbesztcement (AC): cementhabarcsos hengerelt csőkészítési technológiával készített cső (Eternit)
- KPE: kemény polietilén cső
- PVC (polivinil-klorid) műanyag cső
- Sentab (SB): feszített beton cső
- Hobas: üvegszálas cső (üvegszál-erősítésű műanyag csőrendszerek)
- Acélcső.

Ma már hálózatbővítésnél csak a legkorszerűbb anyagokat, gömbgrafitos öntöttvasat és KPE-t használnak. Emögött az a tapasztalat látszik, hogy a beton és cementkötésű csövek falvastagsága az élettartam előrehaladtával csökken, és mivel a csőhálózat durván fele eternit (AC) anyagú, becslések szerint ennek a fele 40 évnél idősebb, tehát elérte az általánosan elfogadott öregségi határt.

## Vízvezetékek javítása
A csövek törése esetén vagy más beavatkozáskor (pl. hálózat bővítés, csőtisztítás) meghatározott vegyi és mechanikai tisztítást végeznek a fővezeték-hálózaton. Erre az időre lezárják a kérdéses szakaszt, ilyenkor a lakosság vagy másik vezetéken (többnyire kisebb nyomáson) vagy lajtos kocsiból kap vizet. A fogyasztókat tájékoztatják, hogy a vízminőséget szemrevételezéssel ellenőrizzék, illetve a csapokat nyissák meg, mielőtt a vizet használni kezdenék. Átmenetileg egy ilyen beavatkozás után fehéres színe lehet a csapvíznek, amit a vezeték öblítésekor belekerülő levegő okoz, mely rövidesen eltávozik a kiengedett vízből. Előfordul sárgás-barnás színű víz egy ilyen beavatkozás után, amit az okoz, hogy a csövekben az évek során lerakódott iszapszerű anyag felkavarodik. Ennek nagy részét a beavatkozást végző szakemberek a csatornákba engedik, kisebb része azonban a vezetékrendszerben marad, s az otthoni vízcsapok megnyitásával, a vécé lehúzásával rövid időn belül kiürül.
Maga a vezeték javítása többnyire a megrongálódott csőszakasz cseréjéből áll. Nagyobb mértékű sérülés esetén a víz elmossa a felette lévő földréteget, illetve alámossa az útszakaszt is, ami beszakad, ezért ilyenkor nagyobb gödör keletkezik. Kisebb sérülés esetén a víz csak szivárog, ilyenkor szemmel vagy speciális műszerekkel a sérülés helyét meghatározzák, és ott munkagödröt ásnak. 
A javítás során az új vezetékszakaszt mechanikusan összeillesztik a meglévő, használható szakasszal, az illesztés helyét rugalmas anyaggal tömítik. Majd a szakasz egyik végén lévő elzáró szerkezet lassú megnyitásával nyomáspróbát végeznek, amivel az esetleges szivárgás szemrevételezhető. Ha ez rendben van, akkor a vezetéken lévő ürítő csap megnyitásával egy időben fertőtlenítő anyagot adagolnak a vezetékszakaszba és egy darabig állni hagyják, hogy a tisztító hatását kifejthesse.
Ez után a másik elzáró szerkezetet is megnyitják, ezzel a javított vezeték bekapcsolódott a vízhálózatba.